# Condado de Paredes de Nava

Escudo de Paredes de Nava,Palencia.

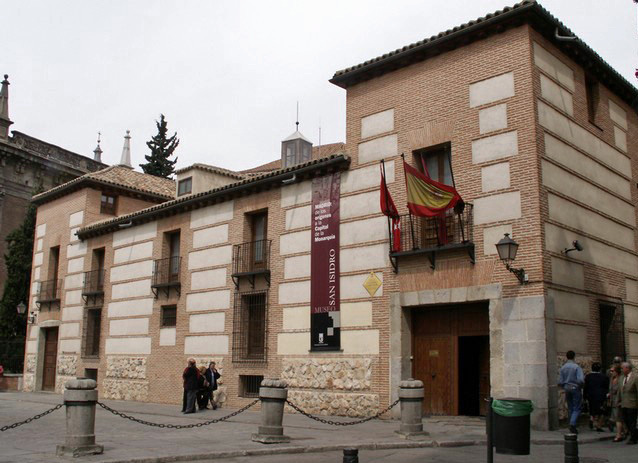
Palacio de los condes de Paredes de Nava en Madrid. Hoy Museo de los Orígenes de Madrid.

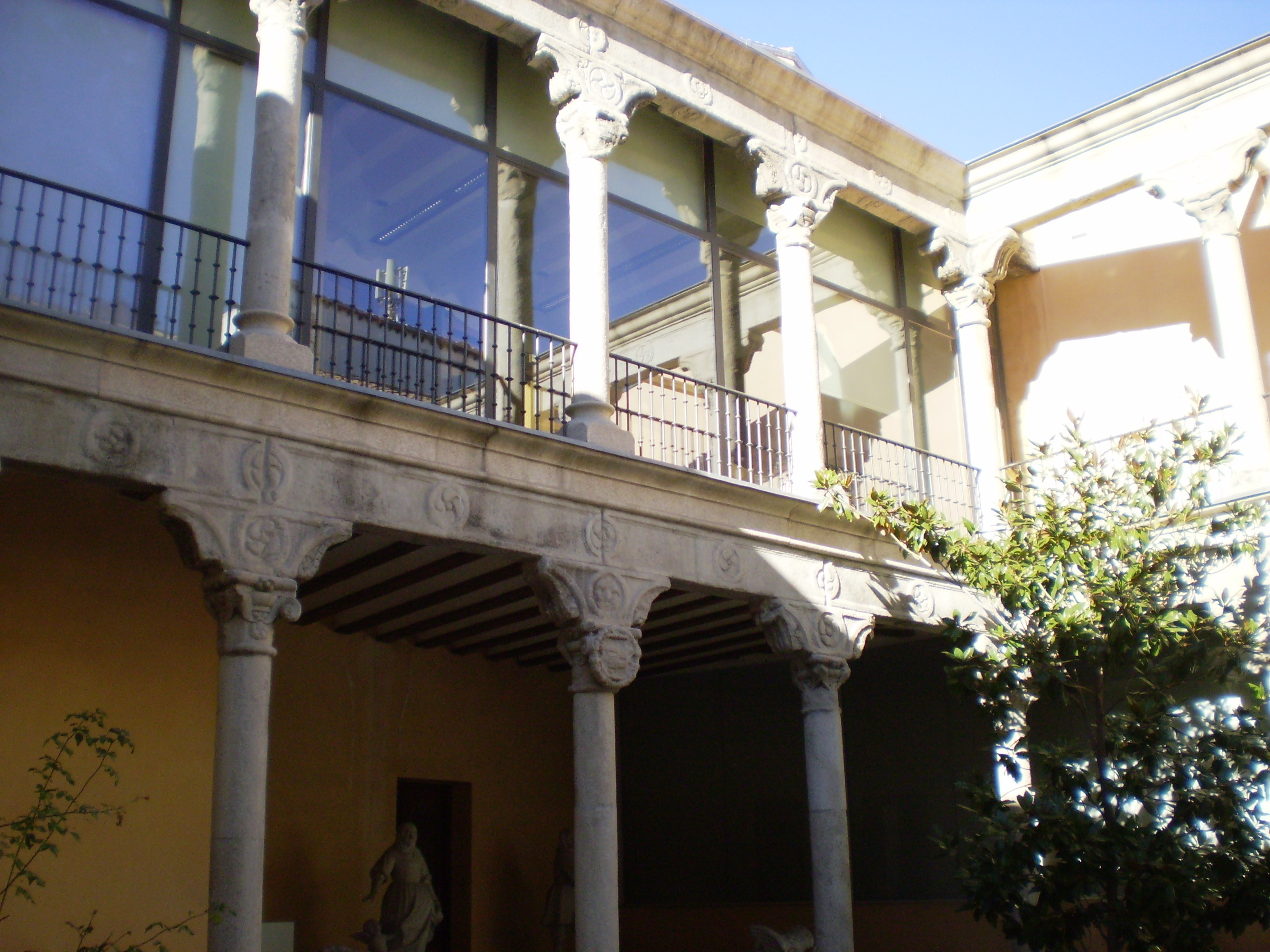
Patio del Palacio de los condes de Paredes de Nava en Madrid.

Escudo de los Manrique de Lara.

Escudo de Nájera en La Rioja, de donde fueron duques los condes de Paredes de Nava.

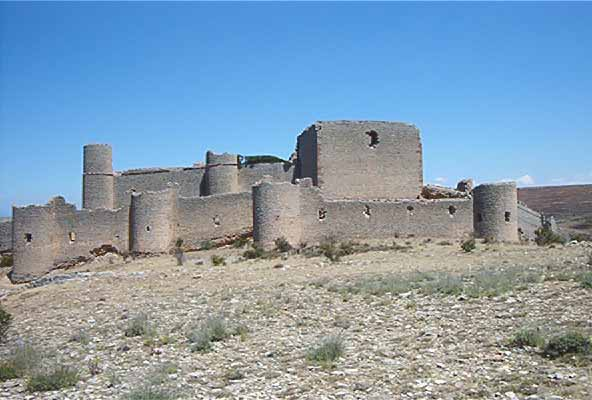
Castillo de Caracena, en Caracena, (Soria), de donde fueron marqueses los condes de Paredes de Nava.

Escudo de Frómista, (Palencia), de donde fueron marqueses los condes de Paredes de Nava.

El  condado de Paredes de Nava es un título nobiliario español, creado el 10 de mayo de 1452 por el rey Juan II de Castilla para Rodrigo Manrique, condestable de Castilla y maestre de la Orden de Santiago. Este título, cuya denominación hace referencia a la localidad de Paredes de Nava en la provincia de Palencia, se le otorgó a Rodrigo Manrique en compensación por su renuncia al maestrazgo de Santiago.
Rodrigo Manrique era hijo de Pedro Manrique de Lara y Mendoza, VIII señor de Amusco, VIII de Treviño etc. y de Leonor de Castilla y Alburquerque hija natural de Fadrique de Castilla y Ponce de León, duque de Benavente, que a su vez era hijo natural de Enrique II de Castilla. El hermano mayor de Rodrigo, Diego Gómez Manrique de Lara y Castilla, fue el IX señor de Amusco y el IX señor y I  conde de Treviño.
Hay que destacar a Jorge Manrique, hijo del I Conde de Paredes, que en su memoria escribió las famosas "Coplas a la muerte de su padre". Inmortalizándolo en la historia. 
El título obtuvo la Grandeza de España en tiempos de Carlos II, el 13 de septiembre de 1693. Por lo tanto, 14 de los 24 condes han sido Grandes de España. Los condes de Paredes de Nava han ocupado un lugar preeminente en la historia de España; el I conde que fue condestable de Castilla y maestre de la Orden de Santiago, pero también ha habido Virreyes de Valencia y de Nueva España, Ministros de Estado, de Guerra y de Marina e incluso el presidente del Consejo de Ministros de la Primera República, Juan de Zavala y de la Puente.  Muchos han sido militares, ocupando los más altos empleos, como Capitanes Generales. A su vez han obtenido las más altas condecoraciones, tales como el Toisón de Oro, el Collar de la Orden de Carlos III, cruces Laureadas de la Real y Militar Orden de San Fernando así como varias cruces de la Orden del Mérito Militar (con distintivos rojo y blanco). 

## Condes de Paredes de Nava
|                                  | Titular                                                   | Periodo                          |
| Creación por Juan II de Castilla | Creación por Juan II de Castilla                          | Creación por Juan II de Castilla |
| -------------------------------- | --------------------------------------------------------- | -------------------------------- |
| I                                | Rodrigo Manrique de Lara y Castilla                       | 1452-1476                        |
| II                               | Pedro Manrique de Lara y Figueroa                         | 1476-1481                        |
| III                              | Rodrigo Manrique de Lara y Acuña                          | 1481-1536                        |
| IV                               | Pedro Manrique de Lara y Fajardo                          | 1536-1539                        |
| V                                | Antonio Manrique de Lara y Manrique de Lara               | 1539-1571                        |
| VI                               | Inés Manrique de Lara y Manrique de Lara                  | 1571-1583                        |
| VII                              | Antonio Manrique de Lara y Manrique de Acuña              | 1583-1588                        |
| VIII                             | Pedro Manrique de Lara y Manrique de Acuña                | 1588-1636                        |
| IX                               | Manuel Manrique de Lara y Manrique de Acuña               | 1625-1626                        |
| X                                | María Inés Manrique de Lara y Manrique Enríquez           | 1626-1679                        |
| XI                               | María Luisa Manrique de Lara y Gonzaga                    | 1679-1721                        |
| XII                              | José María de la Cerda y Manrique de Lara                 | 1721-1728                        |
| XIII                             | Isidro Manuel de la Cerda y Téllez-Girón                  | 1728-1752                        |
| XIV                              | María Isidra de la Cruz de la Cerda y Guzmán              | 1752-1811                        |
| XV                               | Diego Isidro de Guzmán de la Cerda y Fernández de Córdoba | 1811-1849                        |
| XVI                              | María del Pilar de Guzmán de la Cerda                     | 1849-1870                        |
| XVII                             | Juan de Zabala y Guzmán                                   | 1870-1892                        |
| XVIII                            | Luis de Zavala y Guzmán                                   | (1892-1913)                      |
| XIX                              | María del Pilar de Zavala y Guzmán                        | (1913)                           |
| XX                               | Trinidad García-Sancho y Zavala                           | 1913-1950                        |
| XXI                              | Juan Travesedo y García Sancho                            | 1952-1965                        |
| XXII                             | José María Travesedo y Martínez de las Rivas              | 1967-1993                        |
| XXIII                            | Juan Travesedo y Colón de Carvajal                        | 1986-2017                        |
| XXIV                             | Jaime Travesedo y Juliá                                   | 2017-actual titular              |

## Historia de los condes de Paredes de Nava
- Rodrigo Manrique de Lara y Castilla (1406-1476), I conde de Paredes de Nava[1] y maestre de la Orden de Santiago.

Casó en primeras nupcias en 1432 con Mencía de Figueroa (m. 1444), hija de Gómez Suárez de Figueroa, señor de Zafra, Feria, Oliva, Valencia etc.., hermana de Lorenzo II Suárez de Figueroa I conde de Feria y de Elvira Lasso de la Vega, hija de Diego Hurtado de Mendoza, hermana por tanto de Íñigo López de Mendoza, I marqués de Santillana.Fue su hijo, entre otros, el famoso poeta Jorge Manrique.
Contrajo un segundo matrimonio en 1446 con Beatriz de Guzmán, hija de Diego Hurtado de Mendoza I señor de Cañete, señor de la Olmeda etc.. y de su segunda esposa Teresa de Guzmán. Sin sucesión de este matrimonio.
Casó en terceras nupcias con Elvira de Castañeda (m. después del 21 de febrero de 1506), hija de Pedro López de Ayala I conde de Fuensalida y de María de Silva, hermana de Juan de Silva, I conde de Cifuentes.
Le sucedió, de su primer matrimonio, su hijo:
- Pedro Manrique de Lara y Figueroa (m. ca. 1481), II conde de Paredes de Nava,[1] trece de la Orden de Santiago, señor de las cinco villas; Villaverde, Villapalacios, Cotillas, Riopar y Bienservida, en la Sierra de Alcaraz.

Casó con Leonor de Acuña (m. 22 de septiembre de 1501), hija de Pedro de Acuña I conde de Buendía y de Inés de Herrera. Le sucedió su hijo:
- Rodrigo Manrique de Lara y Acuña (m. 6 de enero de 1536), III conde de Paredes de Nava y comendador mayor de Castilla en la Orden de Santiago.[1][2]

Casó en primeras nupcias con Isabel Fajardo. Contrajo un segundo matrimonio con Ana de Jaén.
Le sucedió, de su primer matrimonio, su hijo:
- Pedro Manrique de Lara y Fajardo (m. 28 de mayo de 1539), IV conde de Paredes de Nava,[1]  caballero de la Orden de Santiago.

Casó con Inés Manrique de Lara (m. 1552), camarera mayor de palacio,  hija de Luis Fernández Manrique, II marqués de Aguilar de Campoo, IV conde de Castañeda y de Ana Pimentel Enríquez, hermana del I conde de Távara, también camarera mayor de palacio. Le sucedió su hijo:
- Antonio Manrique de Lara y Manrique de Lara (m. 1571), V conde de Paredes de Nava,[1] señor de Villaverde, de Villapalacios, de Cotillas etc.

Casó con Ana Manrique de Lara (m. 6 de enero de 1542), hija de Juan II Fernández Manrique de Lara III marqués de Aguilar de Campoo, V conde de Castañeda y de María de Sandoval hija de Bernardo de Sandoval y Rojas,  conde de Castrojeriz, II marqués de Denia, II conde de Lerma.   Contrajo un segundo matrimonio con Guiomar Manrique, hija de Antonio Manrique de Lara II duque de Nájera, III conde de Treviño, XI señor de Amusco y de Juana Folch de Cardona, hija de Juan Ramón Folch de Cardona, V conde y I duque de Cardona. Casó en terceras nupcias con Francisca de Rojas, hija de Luis de Sandoval y Rojas III marqués de Denia, III conde de Lerma y de María Enríquez de Cárdenas, hermana del I duque de Maqueda Diego de Cárdenas y Enríquez. Le sucedió, de su segundo matrimonio, su hija:
- Inés Manrique de Lara y Rojas (m. 5 de noviembre de 1583), VI condesa de Paredes de Nava.[1]

Casó el 24 de marzo de 1556 con su primo hermano Enrique Manrique de Acuña, comendador de Mohernando en la Orden de Santiago, hijo de Juan Esteban Manrique de Lara y Cardona, III duque de Nájera, IV conde de Treviño, conde de Valencia de Don Juan, XII señor de Amusco y de Luisa de Acuña V condesa de Valencia de Don Juan.  Le sucedió su hijo:
- Antonio Manrique de Lara y Manrique de Acuña (m. 1588), VII conde de Paredes de Nava,[1] comendador de las Casas de Plasencia y Fuentidueña en la Orden de Calatrava, murió a los 25 años peleando en la jornada de Inglaterra de 1588. Sin descendientes. Le sucedió su hermano:[1]

- Pedro Manrique de Lara y Manrique de Acuña (1567-1636), VIII conde de Paredes de Nava, XIV señor de Amusco y Redecilla, comendador de las Casas de Plasencia en Calatrava y de la Magdalena y Portezuelo en Alcántara.

Casó con Catalina Fernández de Córdoba. Sin descendientes.  En 1625 cedió el título a su hermano:
- Manuel Manrique de Lara y Manrique de Acuña (m. 18 de noviembre de 1626), IX conde de Paredes de Nava, [1]  Comendador de Montalbán y de Bievenida en la Orden de Santiago. Mayordomo de la Reina

Casó con Luisa Manrique Enríquez, (m. 5 de septiembre de 1621) dueña de honor de Isabel de Borbón y Aya de la infanta María Teresa. Le sucedió su hija:
- María Inés Manrique de Lara (m. 8 de agosto de 1679),  X condesa de Paredes de Nava[1]  y administradora de Castrotoraf en la Orden de Santiago.

Casó el 3 de septiembre de 1646 con Vespasiano Gonzaga y Orsini (m. 5 de mayo de 1687), IV duque de Guastalla, virrey de Valencia y capitán general del Mar Océano y Costas de Andalucía, príncipe de Malfeta, grandeza de España Personal y comendador en la Orden de Santiago. Le sucedió su hija:
- María Luisa Manrique de Lara y Gonzaga, también llamada María Luisa Gonzaga y Manrique de Lara, (m. 3 de septiembre de 1721), XI condesa de Paredes de Nava, grandeza de España hereditaria[1][4] y princesa del S.I.R.

Casó el 10 de noviembre de 1675 con Tomás Antonio de la Cerda y Enríquez de Ribera (m. 22 de abril de 1692), III marqués de la Laguna de Camero-Viejo, ministro del Consejo y Cámara de Indias, capitán general del Mar Océano y mayordomo mayor de la reina, virrey de Nueva España (México), grandeza de España personal. Le sucedió su hijo:
- José María Francisco de la Cerda y Manrique de Lara (México, 5 de julio de 1683-Viena, 21 de enero de 1728), XII conde de Paredes de Nava,[1] IV marqués de la Laguna de Camero-Viejo.[4]

Contrajo matrimonio el 7 de octubre de 1703 con Manuela María Téllez-Girón y Benavides (m. 15 de mayo de 1737), Comendadora de la Estepa en la Orden de Santiago, hija de Gaspar Téllez-Girón y Sandoval V duque de Osuna, V marqués de Peñafiel, IX conde de Ureña y de su mujer Ana Antonia de Benavides Carrillo de Toledo y Ponce de León, VI marquesa de Frómista, IV marquesa de Caracena y condesa de Pinto. Le sucedió su hijo:
- Isidro Francisco de la Cerda y Manrique de Lara (m. 9 de agosto de 1752),  XIII conde de Paredes de Nava, mayordomo de la reina,[1] V marqués de la Laguna de Camero-Viejo y V marqués de Caracena.

Casó el 4 de junio de 1741 con Teresa María de Guzmán y Guevara (m. después del 27 de julio de 1742), hija de Sebastián Spínola Enríquez (también de Guzmán y Spínola), V marqués de Montealegre, VI marqués de Quintana del Marco, conde de Castronuevo, conde de los Arcos y de Melchora Vélez Ladrón de Guevara y Ligne, hija de Íñigo Manuel Vélez Ladrón de Guevara y Tasis,  X conde de Oñate, II marqués de Guevara, II conde de Campo Real y IV conde de Villamediana. Le sucedió su hija:
- María Isidra de la Cruz de la Cerda y Guzmán (m. 7 de diciembre de 1811), XIV condesa de Paredes de Nava, grandeza de España de 1.ª Clase, XIX duquesa de Nájera[1] y VI marquesa de la Laguna de Camero-Viejo y dama de la reina María Luisa.

Casó con su primo Diego Ventura de Guzmán y Fernández de Córdoba y Manrique de Lara, marqués de Montealegre, conde de Oñate, etc.  Su hija María Isidra de Guzmán y de la Cerda fue la primera mujer que en España ostentó el título de doctor y la dignidad de académico de la lengua además de ser catedrática honorífica.  Le sucedió su hijo:
- Diego Isidro de Guzmán de la Cerda y Fernández de Córdoba de Guzmán (m. 12 de diciembre de 1849), XV conde de Paredes de Nava, XX duque de Nájera,[1] VII marqués de la Laguna de Camero-Viejo, etc.

Contrajo matrimonio con María del Pilar de la Cerda y Marín de Resende, hija de José María de la Cerda y Cernesio, V conde de Parcent y de María del Carmen Marín de Resende Francia y Fernández de Heredia, V condesa de Bureta.
Casó en segundas nupcias, con María Magdalena Caballero y Terreros. Le sucedió su hija del primer matrimonio:
- María del Pilar de Guzmán de la Cerda (m. 4 de abril de 1901), XVI condesa de Paredes de Nava, XVIII condesa de Oñate, etc.[1]

Casó con Juan de Zavala y de la Puente I marqués de Sierra Bullones. Le sucedieron sucesivamente sus dos hijos, Juan, a quien cedió el título el 20 de abril de 1870, y Luis, y después los descendientes de su hija María del Pilar, ya que tanto Juan como Luis no tuvieron descendientes.
- Juan de Zavala y Guzmán (San Sebastián, 15 de agosto de 1844-Madrid, 11 de abril de 1910), XVII conde de Paredes de Nava, XXIV duque de Nájera,[1] XIII marqués de Montealegre, XIX conde de Oñate, XX conde de Treviño, II marqués de Sierra de Bullones, XI marqués de Quintana del Marco, IX conde de Castronuevo.[6] teniente general de caballería y caballero de la Orden de Calatrava.

Contrajo matrimonio el 12 de mayo de 1870 con Carolina Santamarca y Donato, II condesa de Santamarca Sin descendientes. El 25 de abril de 1892, cuando recibió el título de duque de Nájera, cedió el título de marqués de Paredes de Nava a su hermano Luis.
- Luis de Zavala y Guzmán (m. 4 de febrero de 1913), XVIII conde de Paredes de Nava, XXV duque de Nájera,[1] XIV marqués de Montealegre, XX conde de Oñate, XVIII marqués de Aguilar de Campoo, cinco veces grande de España, IX conde de Campo Real, IX conde de Castañeda, III marqués de Sierra de Bullones, coronel de caballería, caballero de la Orden de Calatrava.

Casó con Guillermina Heredia y Barrón. Sin descendientes, le sucedió en 1913 su hermana.
- María del Pilar de Zavala y Guzmán  XIX condesa de Paredes de Nava, XXV duquesa de Nájera,[1] XX marquesa de Aguilar de Campoo, IV marquesa de Sierra Bullones, XX condesa de Oñate, X condesa de Castañeda, XXI condesa de Treviño, VI marquesa de Torreblanca y IX marquesa de Guevara:

Casó con Ventura García-Sancho e Ibarrondo,  I conde de Consuegra, ministro de Estado, alcalde de Madrid, collar y Gran Cruz de la Orden de Carlos III, caballero de la Orden de Malta, Gran Cruz de la Orden de Isabel la Católica. En 1913 le sucedió su hija.
- María Trinidad García-Sancho y Zavala (m. 1950), XX condesa de Paredes de Nava y dama de la Reina Victoria Eugenia de Battenberg.

Casó con Juan Díaz-Bustamante y Campuzano, marqués de Herrera. Sin descendientes. Le sucedió en 1952 su sobrino.
- Juan Bautista de Travesedo y García-Sancho (m. 27 de abril de 1965), XXI conde de Paredes de Nava,[7] XXVIII duque de Nájera,[1] XXII marqués de Aguilar de Campoo, X conde de Campo Real, XXII conde de Oñate, XIV marqués de Quintana del Marco, VIII marqués de Torreblanca, XXIII conde de Treviño, conde de Castronuevo y capitán de caballería.

Casó con María del Carmen Martínez de las Rivas y Richardson. Le sucedió su hijo:
- José María de Travesedo y Martínez de las Rivas (1924-29 de marzo de 1993), XXII conde de Paredes de Nava,[1][8] VI marqués de Sierra Bullones, XXIII conde de Oñate, tres veces grande de España, XXIV conde de Treviño, XI conde de Campo Real, IV conde de Consuegra y coronel de caballería.

Casó con María Eulalia Colón de Carvajal y Maroto. Cedió el título a su hijo en 1986:
- Juan de Travesedo y Colón de Carvajal (n. 1949), XXIII conde de Paredes de Nava,[9] XXX duque de Nájera, XXIV conde de Oñate, tres veces grande de España, XV marqués de Quintana del Marco, XXV conde de Treviño, V conde de Consuegra, conde de Campo Real.

Contrajo matrimonio con Ana María Juliá y Díez de Rivera, hija de Camilo Juliá de Bacardí, marqués pontificio de Juliá, y de María de los Dolores Díez de Rivera, VII condesa de Almodóvar, grande de España. En mayo de 2017 le sucedió, por distribución, su hijo:
- Jaime Travesedo y Juliá (n. 1977),   XXIV conde de Paredes de Nava,[10] grande de España, VI conde de Consuegra y presidente del Real Cuerpo de la Nobleza de Madrid.